# ターンオーバー数
ターンオーバー数（ターンオーバーすう、turnover number）、もしくは 回転数（かいてんすう） という用語は、化学において以下の2通りに用いられる。

## 代謝回転数
酵素化学において 代謝回転数（たいしゃかいてんすう）は、酵素が活性部位ごとに、単位時間あたりにどれだけの数の基質を生成物に変換できるかの最大数を示す。kcat と表され、下式で求められる。
kcat = Vmax/[E]0
（Vmax は反応速度の最大値、[E]0 は酵素の活性部位の全濃度。ミカエリス・メンテン式を参照）
例えば炭酸脱水酵素は 400,000 から 600,000 s−1 の回転数を持つ。すなわち、それぞれの炭酸脱水酵素の分子が1秒あたり 600,000個もの炭酸水素イオンを生み出すことを示す

## 触媒回転数
触媒化学において 触媒回転数（しょくばいかいてんすう）とは、ある触媒反応において、触媒が不活性化するまでに1モルあたり何モルの基質分子を生成物に変換したかを示す。TON (turnover number) と略される。不活性化しない理想的な触媒では回転数は無限大ということになる。上記の代謝回転数のように速度を表すパラメーターは、回転頻度、ターンオーバー頻度 と呼ばれ、TOF (turnover frequency) と略される。